# Хомизури, Георгий Павлович
Гео́ргий Па́влович Хомизу́ри (род. 9 февраля 1942, Баку) — российский и армянский специалист в области истории геологии и гражданской истории. Доктор геолого-минералогических наук по специальности «История науки и техники» (2000). Известен как автор исторических и публицистических произведений, бывший самиздатовец и политзаключённый Дубравлага.

## Биография

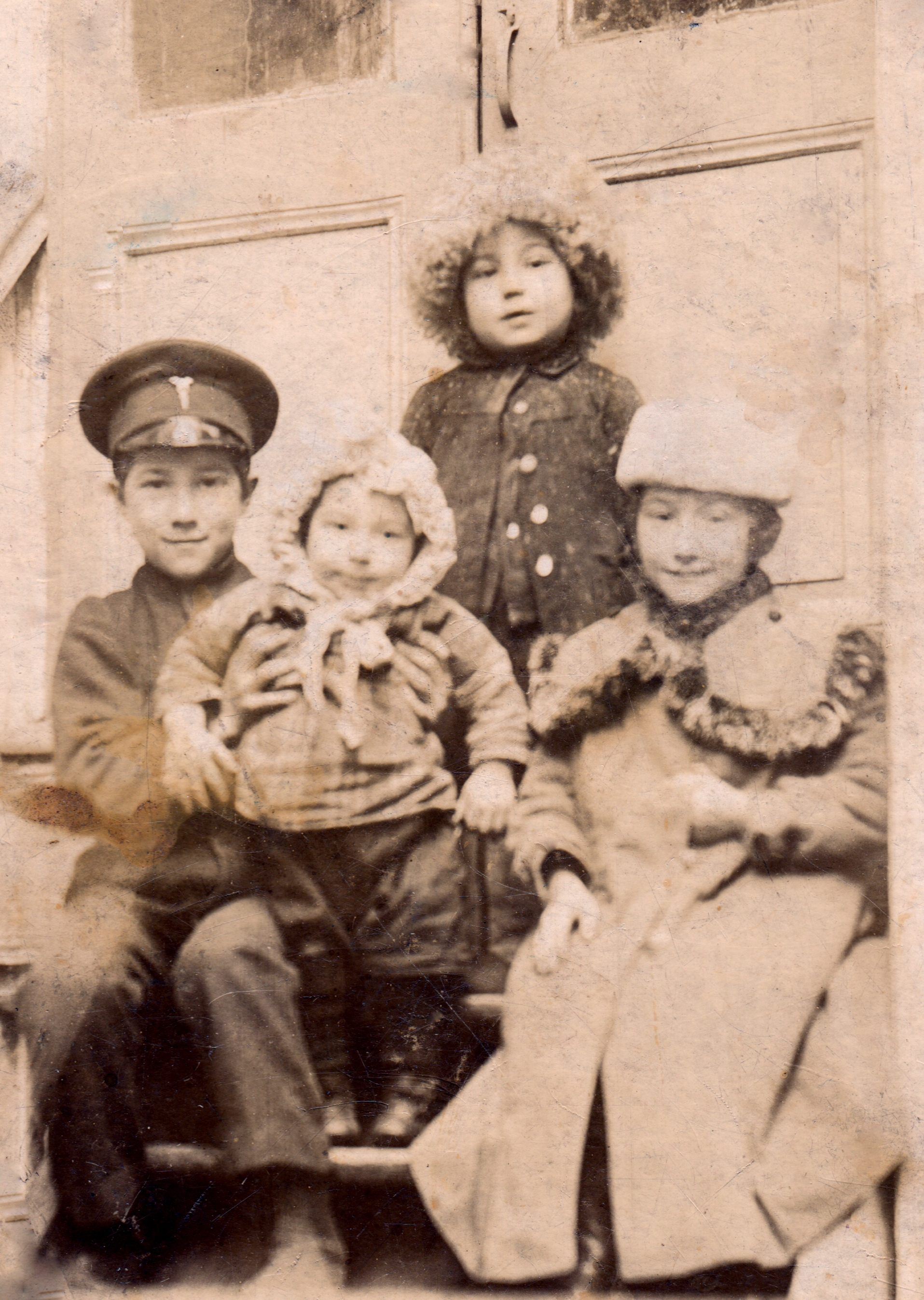
Отец и родственники Г. П. Хомизури в 1908 г.

Родился 9 февраля 1942 год а в городе Баку в семье геолога-нефтяника Павла Иовича (25 июня (8 июля) 1903 — 14 апреля 1968), брат которого Николай (1907—1991) был удостоен Сталинской премии (1951) за открытие и промышленное освоение месторождения касситерита в Монголии. Дед его, Иов Хомизури (1880—1918) был кузнец в селе Меджврисхеви, Горийского уезда.
Детство его прошло на севере острова Сахалин, где в Тресте «Дальнефтеразведка» работал его отец.

### Образование
В 1953 году окончил начальную школу в городе Оха на Сахалине.
В 1959 году окончил среднюю школу № 644 в городе Москва.
В 1960—1965 годах обучался в Московском нефтяном институте на геологоразведочном факультете (позднее он был переименован в Факультет газонефтяной геологии, геофизики и геохимии). Во время учёбы был на практике в Ухтинском территориальном геологическом управлении (1962), в Лаборатории осадочных полезных ископаемых АН СССР (1963), а также в Центральном и Западном Казахстане и на Алтае (Усинское марганцевое месторождение). По окончании Института получил специальность «Геология и разведка нефтяных и газовых месторождений».
В 1968—1971 годах обучался в аспирантуре Сектора истории геолого-географических наук Института истории естествознания и техники (ИИЕТ) АН СССР. В июне 1972 года защитил кандидатскую диссертацию.

### Геология
До института год работал препаратором в люминесцентно-битуминологической лаборатории Всесоюзного научно-исследовательского геологоразведочного нефтяного института (ВНИГНИ).
В 1966 году после Института вернулся на работу во ВНИГНИ геологом сектора промышленных запасов.
С 1973 года начал работать в Геологическом институте (ГИН) АН СССР. Сначала старшим лаборантом отдела «Стратиграфия верхнего докембрия», затем младшим научным сотрудником Лаборатории истории геологии (1973—1979). Одновременно был внештатным редактором Издательства «Наука» (1973—1979), учёным секретарём Советского Оргкомитета по проведению Советско-немецкого симпозиума по истории советско-немецких контактов и области геологии (1974—1975)
В 1979 году переехал в город Ереван, где начал работать старшим научным сотрудником Лаборатории экспериментальной геологии Института геологических наук (ИГН) АН АрмССР.
- 1987—1992 — старший научный сотрудник Лаборатории экспериментальной геологии ИГН АН Арм ССР (Ереван)
- 1992—1994 — заведующий Редакционно-издательским отделом Центра работы с населением Национальной службы сейсмической защиты (НССЗ) Армении.

#### История геологии

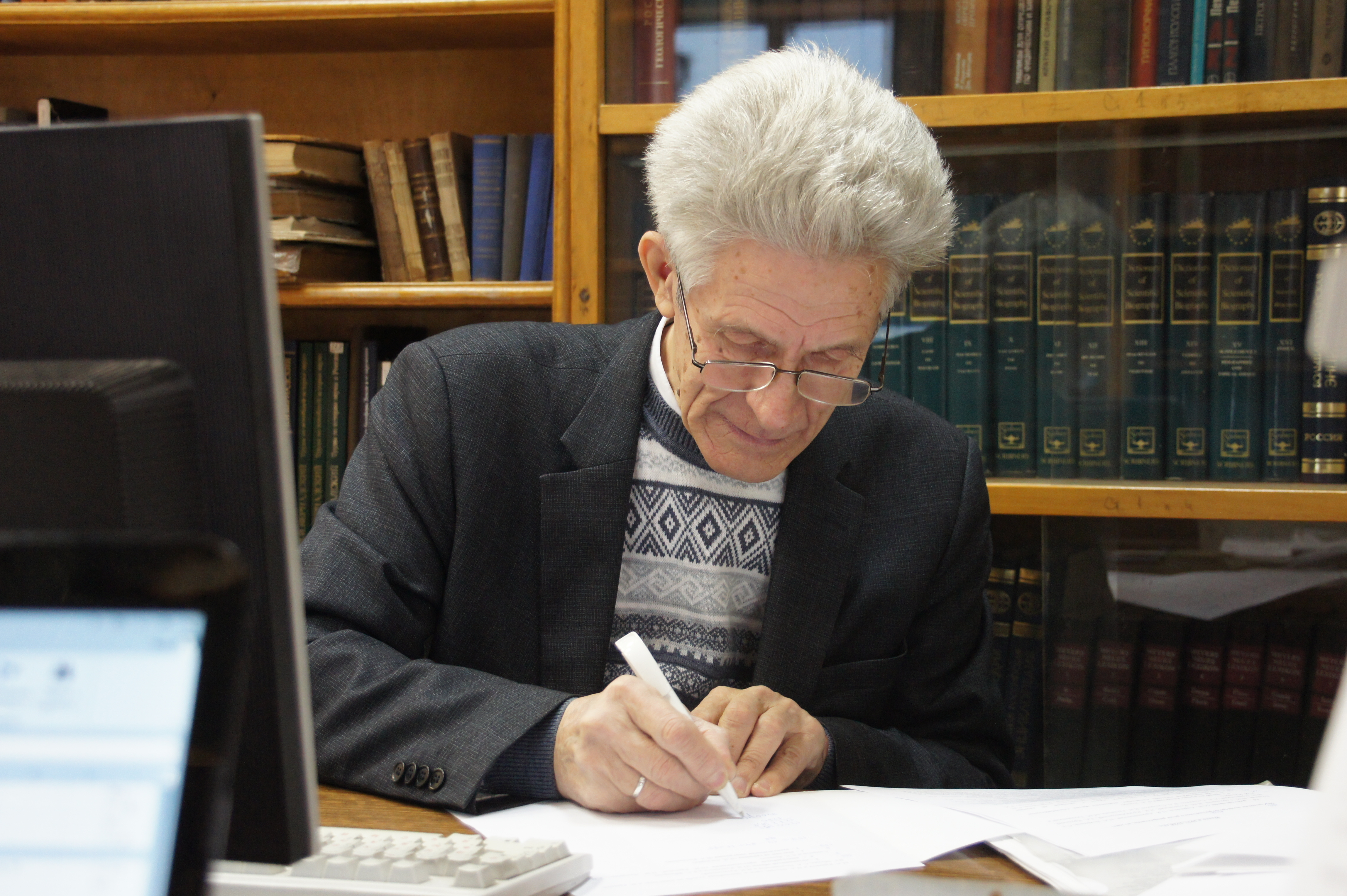
Г. П. Хомизури в ГГМ РАН, 2013

C 1971 годах работал старшим научно-техническим сотрудником Сектора истории геолого-географических наук ИИЕТ АН СССР. В 1972 году защитил там диссертацию по теме «Понятие „геосинклиналь“ в трудах отечественных геологов (Исторический анализ)» на соискание учёной степени кандидата геолого-минералогических наук (по специальности «История науки и техники»).
В 1989—1992 годах был руководителем группы Комиссии по геологической изученности СССР (КОГИ) в Институте геологических наук АН Армянской ССР.
В 1999 году защитил докторскую диссертацию по теме «Возникновение и развитие геотектонической мысли в античности».
В 2001—2015 годах работал ведущим научным сотрудником в Отделе истории геологии Государственного геологического музея им. В. И. Вернадского РАН. Работал с документами по истории естествознания, геологии и горного дела. Составлял научные биографии и библиографии геологов. Известен как автор 14 статей по истории геологии в третьем издании Большой советской энциклопедии, и 141 статьи в Большой российской энциклопедии (2005—2015).
В 2015 году работал в ГИН РАН.

### Публицистика
В 1961 году в институтской газете «За кадры нефтяников» была опубликована первая статья Г. П. Хомизури. Позже он работал членом редколлегии и заместителем главного редактора этой газеты (1963—1964).
1994—1996 — шеф-корреспондент независимого информационного агентства Армении «Ноян Тапан».

### Гражданская история СССР
С детства интересовался историей СССР и собирал материалы по этой теме.
C 1972 года активно перепечатывал на пишущей машинке и распространял «антисоветскую литературу». Такую как «Хроника текущих событий», «Всеобщая декларация прав человека», другие правозащитные документы и произведения авторов:
- Авторханов, Абдурахман Геназович
- Булгаков, Михаил Афанасьевич
- Владимов, Георгий Николаевич
- Галич, Александр Аркадьевич
- Гроссман, Василий Семёнович
- Замятин, Евгений Иванович
- Зиновьев, Александр Александрович
- Конквест, Роберт
- Оруэлл, Джордж
- Солженицын, Александр Исаевич

По подсчётам Г. П. Хомизури, за 10 лет он напечатал и распространил (включая собственные исследования под псевдонимом «Эрнест Гараев») более 30 тысяч страниц.
9 февраля 1982 года Г. П. Хомизури праздновал своё сорокалетие в Ереване, где повесил шуточный плакат: «Лучше 40 раз по году, чем один раз 40 лет». Шутка «удалась», 10 ноября 1982 года последовал арест по обвинению в «антисоветской агитации и пропаганде», содержался в Ереванском следственном изоляторе КГБ.
В 1983 году он был приговорён к 6 годам лишения свободы в колонии строгого режима и 3 годам ссылки. По статье 65, часть I УК АрмССР (что соответствовало ст. 70, а ранее ст. 58 УК РСФСР) — «Изготовление, хранение и распространение антисоветской литературы с целью подрыва и ослабления Советской власти».

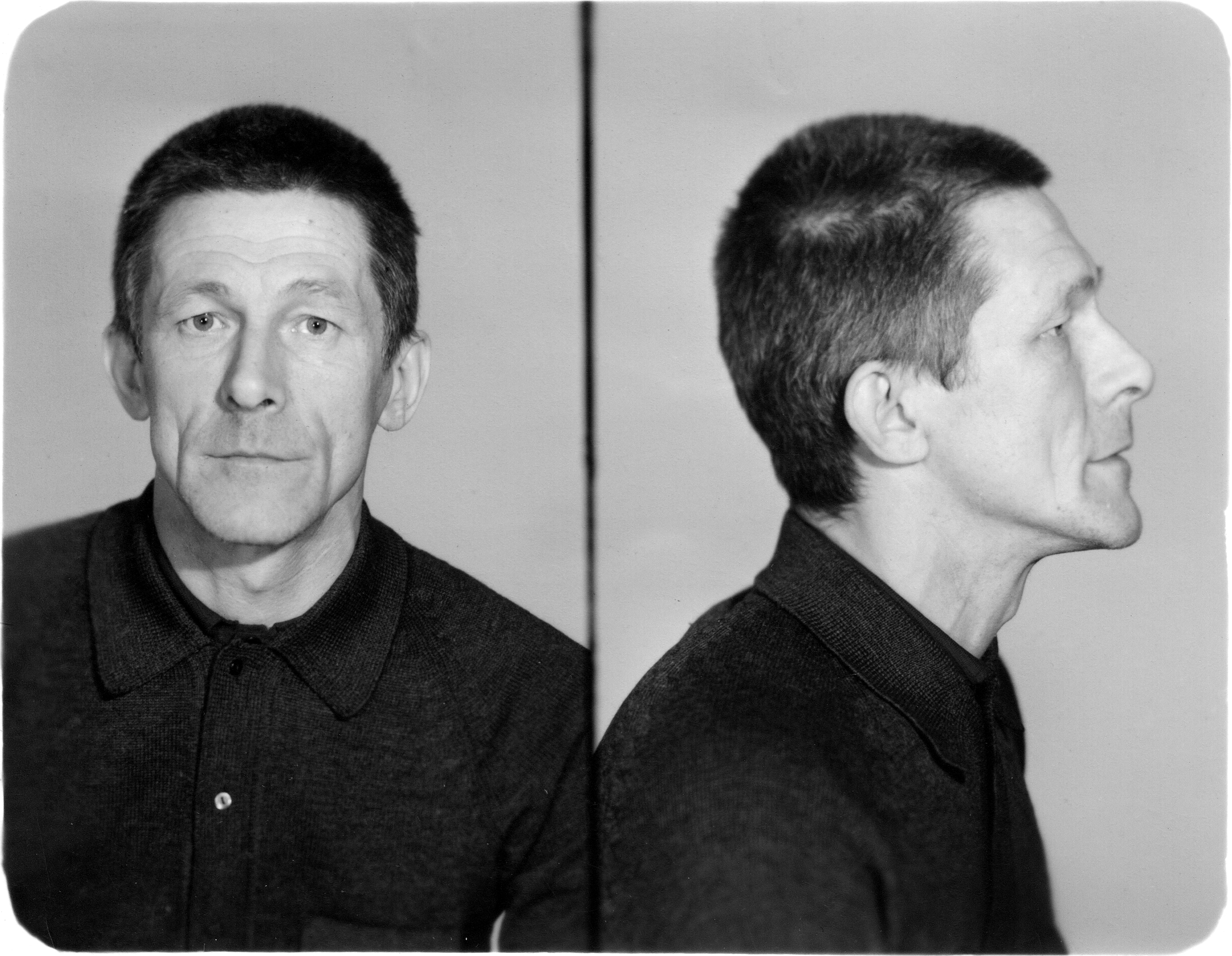
Г. П. Хомизури, в МВД/КГБ Армянской ССР. 1987 г.

22 июня 1983 года в Ереване состоялся приговор, в котором было отмечено: 

Подсудимый в целях ослабления и подрыва Советской власти занимался проведением антисоветской агитации и пропаганды — изготовил, хранил и распространял литературу, содержащую клеветнические измышления, порочащие советский государственный и общественный строй.
Свидетелями по делу проходили: Куренков С. А., Леглер В. А., Григорян О. А., Акопян Л. Г., которые в материалах «Дела» «показали», что получали от «подсудимого» "официально не изданную литературу, в том числе антисоветского содержания.
Отдельно в «Деле» указано, что: 

 Хомизури одновременно показал, что «по моральным соображениям» отказывается назвать других лиц, у которых в г. Москве приобретал или которым передавал упомянутую литературу.
1983—1987 годы он провёл в колонии в Мордовии (Дубравлаг; Ж/Х 385 3/5). Во времена «перестройки» он был освобождён (вместе со 140 другими политзаключёнными СССР) по Указу Президиума Верховного Совета СССР от 10 февраля 1987 года.
28 мая 1990 года Г. П. Хомизури был реабилитирован, причём в постановлении было указано:

Вопросы критики сталинизма … сегодня эта литература не представляют никакой опасности, не может иметь опасных последствий. Что касается критики теории социализма, то она поверхностна и касается в основном искажений социализма после ленинского периода. Обнаруженная у осуждённого литература перестала быть запретной.
- В 1987—1988 годах был редактором русских текстов «Известий Армянского подкомитета Межнационального комитета защиты политзаключённых».
- В 1996—2001 годах работал учителем истории и географии в 5-6 классах в Негосударственном образовательном учреждении «Якиманка» в Москве.

С начала 2000-х годов Г. П. Хомизури всё свободное время посвящал разработке темы репрессий против советских геологов и специалистов по горному делу. В 2008 году он опубликовал книгу «Террор против геологов в СССР. Вып. 1 (1917—1936)».

## Семья
Жена — Нина Ашотовна (Род. 2 сентября 1946 года в Москве) — геолог, работала в Геологическом музее им. В. И. Вернадского РАН, ГИН РАН.
- Двоюродный брат — Н. Н. Каландадзе (1939—2015) — российский палеонтолог, один из основателей исторической зоогеографии.
- Дядя — Н. И. Хомизури (1907—1991) — советский геолог, лауреат Сталинской премии (1951).
- Смирнов, Руф Яковлевич (1872—1919) — врач, депутат Государственной думы II созыва[15]

## Членство в организациях
- 1957—1970 — членство в Комсомоле: 1958—1959 — секретарь комитета ВЛКСМ школы, 1961—1962 — член бюро ВЛКСМ Геологоразведочного факультета, 1966—1967 — член комитета ВЛКСМ ВНИГНИ, 1967 — заместитель секретаря комитета ВЛКСМ ВНИГНИ по политработе, 1967—1968 — секретарь комитета ВЛКСМ ВНИГНИ.
- 1987—1988 — член Армянского подкомитета Межнационального комитета защиты политзаключённых (МКЗП)
- 1991—1996 — член Армянского историко-просветительского общества «Гушаматян» («Память»)
- 1995—1996 — сопредседатель Национального совета защиты политзаключённых Армении
- С 2001 — член Международной комиссии по истории геологических знаний (INHIGEO)
- 2001—2016 — член Диссертационного совета (по защите докторских диссертаций) в ИИЕТ РАН[16]
- 2003—2008, 2011—2016 — член Учёного совета ГГМ РАН
- 2007—2016 — член Московского общества испытателей природы
- Член армянского культурно-просветительского общества «Арарат»[17].